# Stactobia kaputensis
Stactobia kaputensis är en nattsländeart som beskrevs av Wells och Andersen 1995. Stactobia kaputensis ingår i släktet Stactobia och familjen smånattsländor. Inga underarter finns listade i Catalogue of Life.